# Merops superciliosus
Merops superciliosus là một loài chim trong họ Meropidae.
Trảu màu ô liu được tìm thấy ở đồng cỏ và rừng trên núi ven biển Đông Phi và Madagascar, và một dân số bị cô lập có thể được tìm thấy ở vùng ven biển Angola. Chúng di cư một phần, và thường chỉ sinh sản ở phần phía nam của phạm vi phân bố, di chuyển về phía bắc trong mùa khô ở miền nam châu Phi. Loài trảu này xây tổ bằng cách đào hang vào lúc bắt đầu của mùa ẩm ướt châu Phi phía Nam và mỗi tổ có khoảng 4 quả trứng, và chim non con thường nở vào đầu tháng 12. Không giống như hầu hết các loài trảu khác, loài này không sinh sản thành đàn.

## Gallery

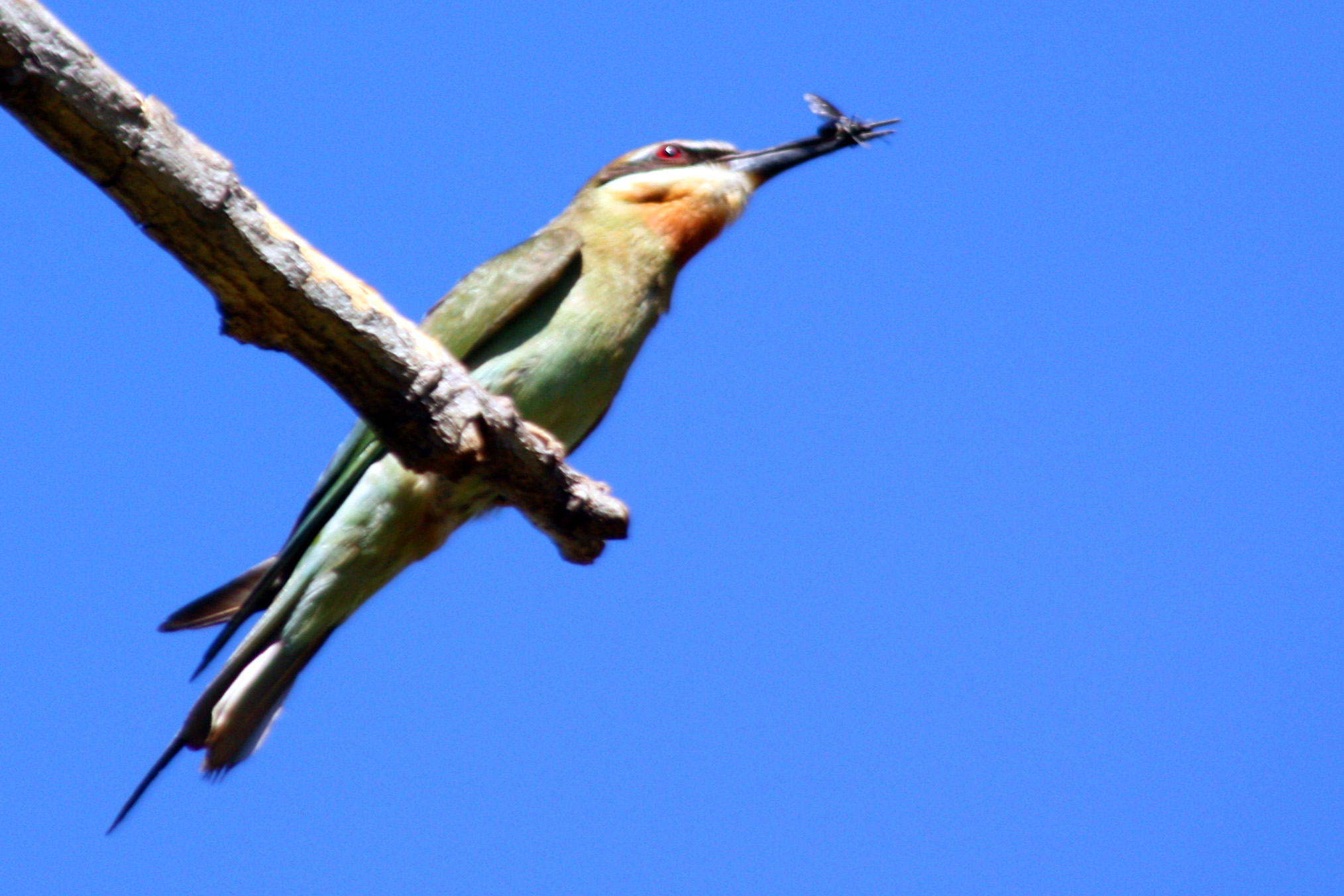
A bee caught in the Anjajavy Forest
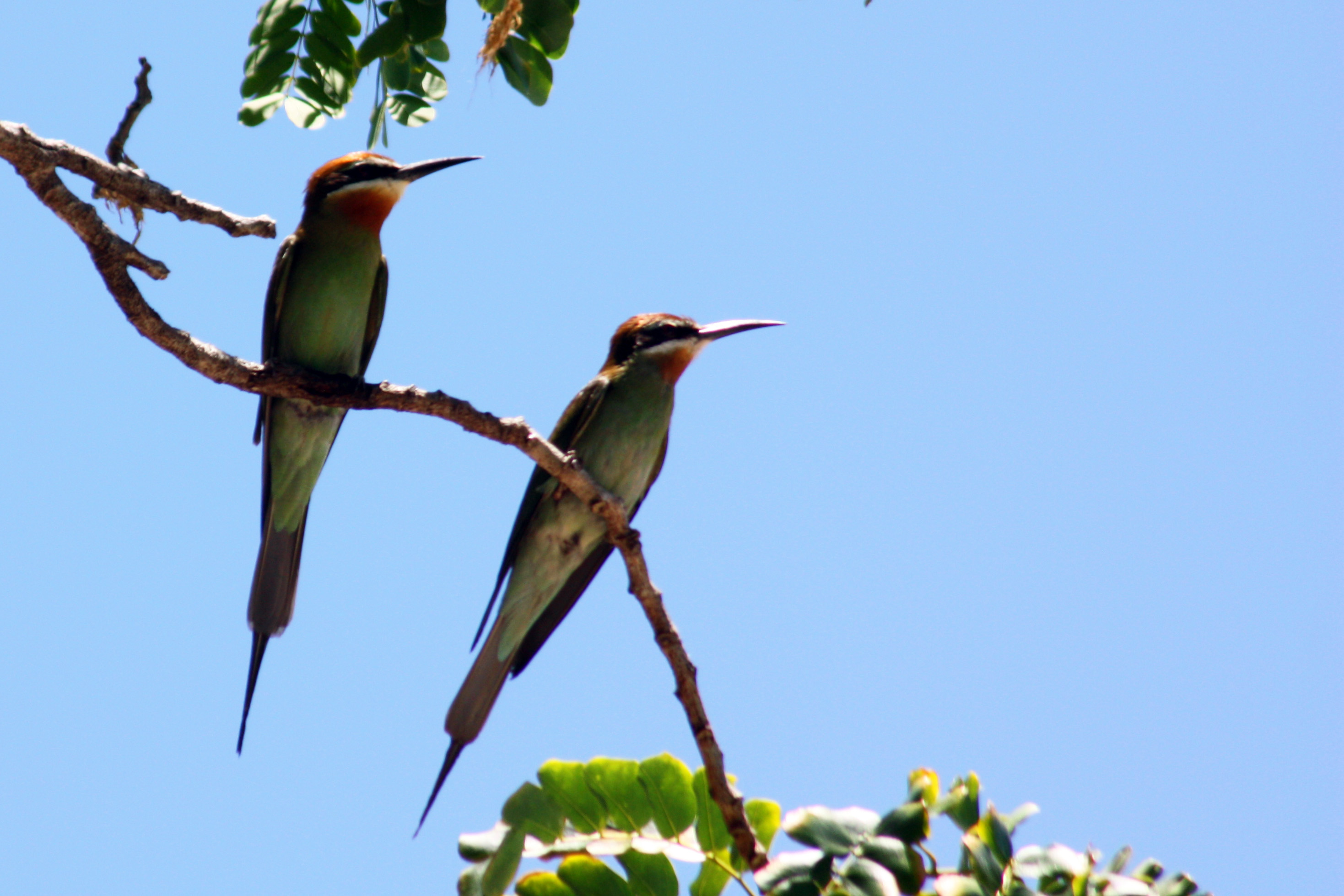
Pair in the Anjajavy Forest
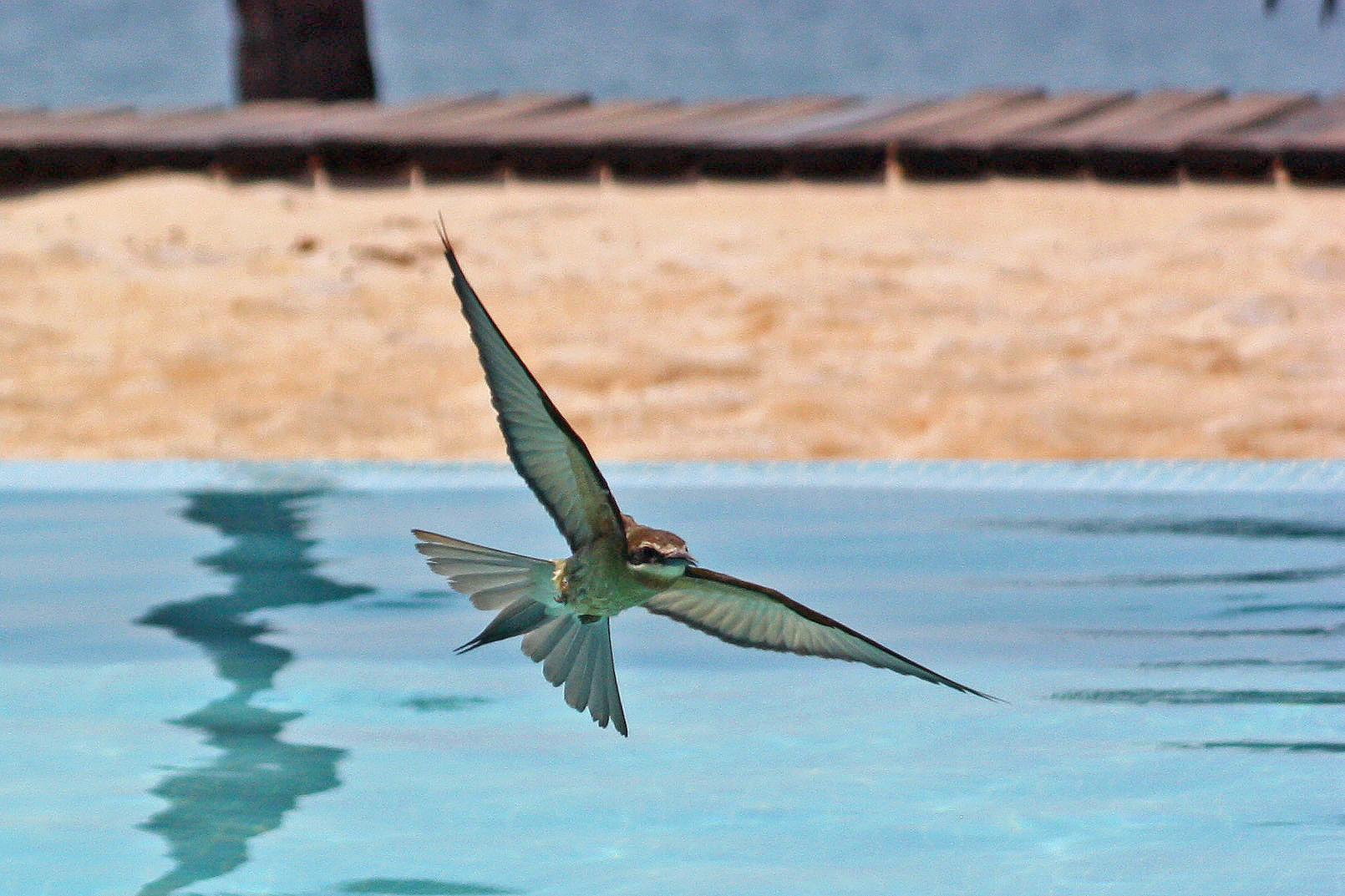
In flight over a swimming pool at Anjajavy